# Вождение медведя

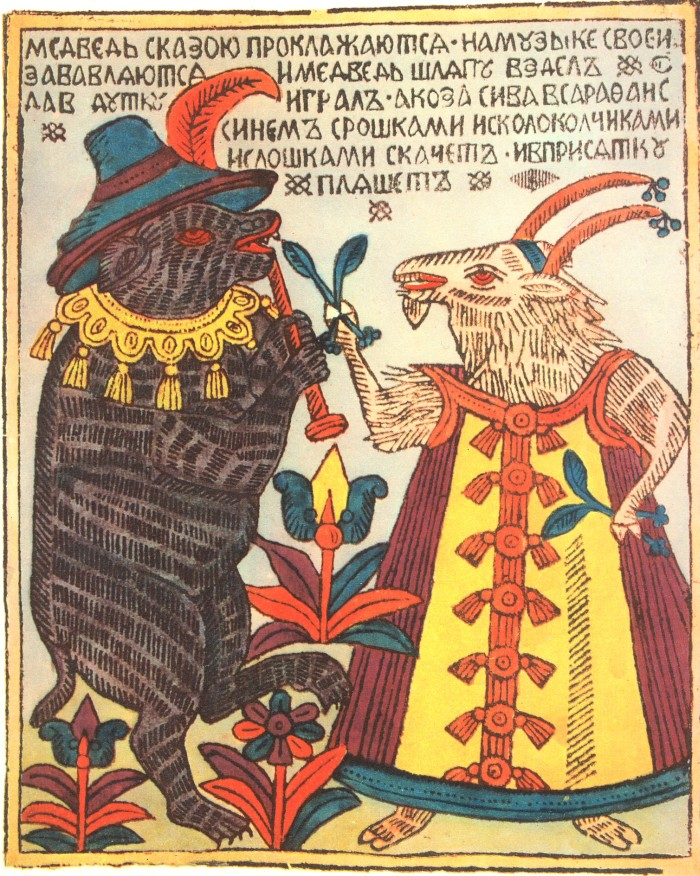
Лубок «Медведь с козою прохлаждается». XVIII век

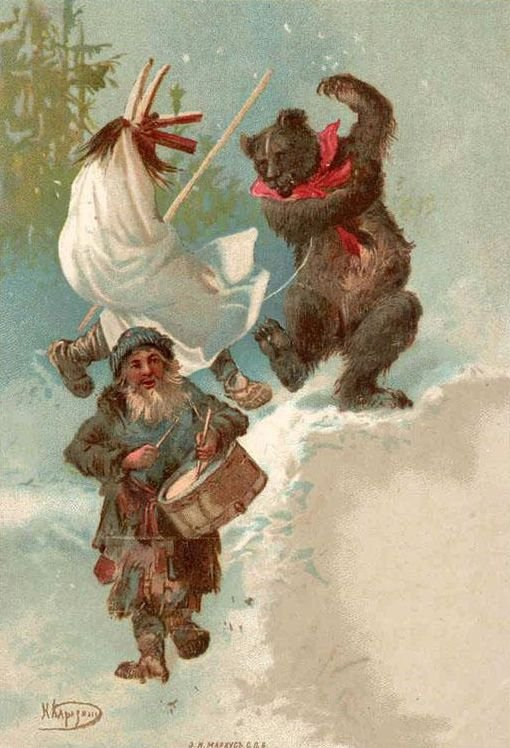
Вождение медведя с козой и барабанщиком

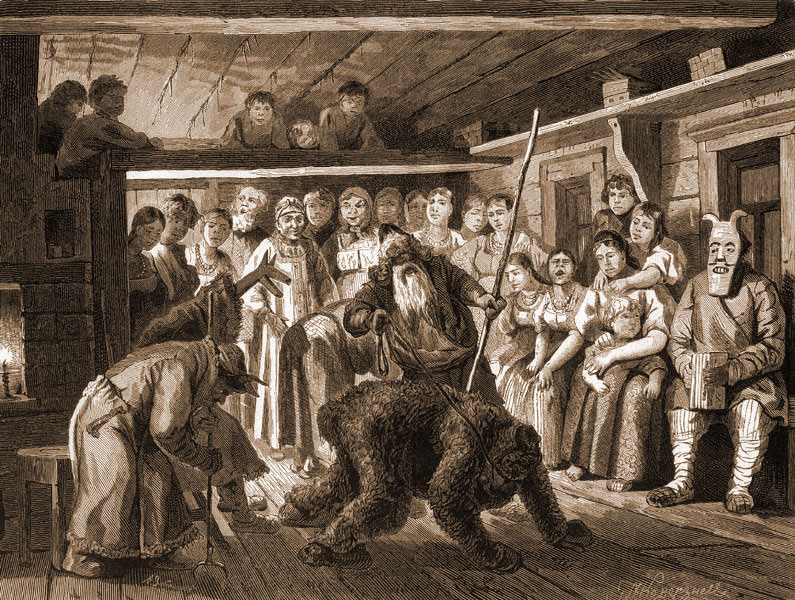
П. Ф. Каверзнев «Ряженые». Вторая половина XIX века

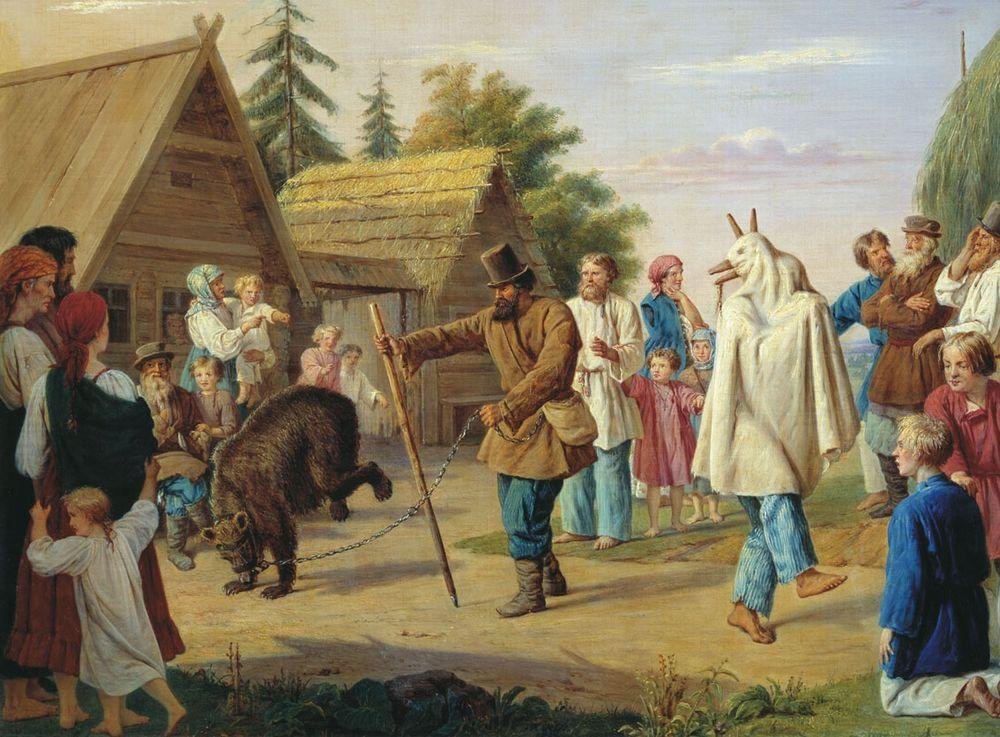
Ф. Н. Рисс. Скоморохи в деревне. 1857

Вожде́ние медве́дя — славянский обряд вождения ряженого или живого медведя. Вместе с тем, «те, кто водят медведей и продают их шерсть как талисманы», осуждаются и как византийское явление в трудах церковного канониста Феодора Вальсамона (XII век).

## Образ медведя
Медведь является одним из основных персонажей народной зоологии, наделяемым антропоморфными чертами, символикой плодородия, здоровья и силы и нередко главенствующей ролью среди лесных зверей. Чаще всего образ медведя фиксируется в святочных и масленичных ряжениях.
С целью оберега скота от медведя, как и волка, иногда приглашают на рождественский или новогодний ужин (серб., косов.), готовят для него мамалыгу или слоёный пирог и приглашают на ужин на Масленицу (макед.), постятся на Воздвиженье, 14.IX (с.-рус.), не совершают первый выгон скота в день недели, на который пришлось Благовещение (гуцул.), в Егорьев день (23.IV) при выгоне скота на пастбище просят св. Егория защитить скот (рус.). Южные славяне празднуют специальные «медвежьи дни» (болг. Мечкин ден, серб. Мечкин дан, Мечкодава) для защиты от медведя: на день св. Андрея (30.XI), ездившего некогда верхом на медведе (болг.), реже на день Саввы (14.1) и Прикопия (8. VII). В эти дни для медведя оставляют на дворе на ночь варёную кукурузу (серб.), подбрасывают ему хлеб или кукурузные зерна в дымоход (болг.), не запрягают скот (болг., троян.), не ходят в лес, где в этот день медведь с раскрытой пастью бегает в поисках св. Андрея (серб., хомол.), не упоминают медведя (серб.), не изготовляют и не чинят обувь (з.-болг.). У родопских болгар для защиты скота от медведя, волков и змей женщины не трогают острых предметов, не стирают, не шьют, не плетут и не вяжут 1 марта (см. Мартеница) и все мартовские субботы.
Считалось, что медведь способен устрашать нечистую силу и отвращать порчу. Чёрт в испуге бежит от него прочь (бел.), медведь может одолеть чёрта (пол.) и изгнать водяного (пол., луж.). Он чует ведьму в доме (великопол.). К медведю обращаются в заговоре от сглаза и «баенной нечисти» (с.-рус.). В качестве амулета используют клыки (пол., бескид.), когти и шерсть медведя (рус., серб.). Череп его помещают в пчельнике для оберега пчёл от сглаза (герцеговин.). С помощью медведя снимали порчу с дома (з.-бел.) и с хлева (великопол., мазовец.).
Медведь часто соотносился с божественным. Древнерусский языческий бог мудрости и плодородия Велес имеет образ медведя. При этом, вероятно, Велес — Волос, был древнейшим из всех славянских божеств, корни представлений о котором восходят к медвежьему культу мустьерских неандертальцев. Примечательно, что «древнерусские волхвы носили одежды, вывернутые наизнанку, либо звериные шкуры, как правило, медвежьи». По мнению Ю. В. Кривошеева, медведь, в представлении волхвов, уносил их в иной мир.
Божественный образ медведя в представлении древних народов России породило создание многих эвфемизмов для замены табуированного имени этого животного, неизвестного нам, таких как «лесная или горная женщина» у манси, «шерстной человек» (кеты), «князь зверей» (якуты), «царь-человек» (буряты), «маленькое дорогое божественное создание» (айны). Само слово «медведь» произошло от словосочетания «мёд ведать», и впоследствии само стало заменяться эвфемизмами: «косолапый», «бурый», «старый», «тихий», «мохнатый».
Постепенно медведь из предка трансформируется и приобретает образ хозяина, царя леса, князя зверей.
В сложном образе медведя для древнего человека соединялись три грани: божественная, человеческая и животная.
Медведь, в представлении древних славян, обладал целым рядом уникальных свойств. Он был способен снимать злые чары, напущенные на скот, и поэтому считался покровителем скотоводства.
В языческой символике медведь олицетворял умение быть хозяином мира, «хорошим семьянином, учителем, воспитателем… схоронником (хранителем запасов), купцом». Поэтому чаще всего этот символ изображался на мужских талисманах.
Следы тотемизма просуществовали вплоть до середины XX века. Сибирские старожилы ещё в конце XIX века продолжали звать медведя «хозяином». Сохранились различные поверья, например, в леса не брали беременных: если ей встретился медведь, он обязательно её изорвёт, убив в утробе будущего охотника. Сохранились и приметы: «если зверь долго не залезает в берлогу, то зима будет длинной», а также особенность этого животного подчёркивалась связью с календарём: половину зимы медведь спит на одном боку, половину — на другом. Сохранилось поверье, что хозяин тайги имел человеческое происхождение, ввиду того, что имел глаза, ступни и пальцы, как у человека. По народному поверью, медведь даже постится весь Рождественский пост — сосет лапу. Охотники обосновывали человеческое происхождение медведя тем фактом, что собака одинаково лает на человека и медведя.
На Руси верили, что нечистая сила не может принимать облик медведя. «Медведь от Бога», — говорили крестьяне Олонецкой губернии. А в украинской легенде «старый дед» обращает человека и делает его сначала богом, потом медведем. Интересным представляется шуточное название медведя крестьянами: «Лесной архимандрит».
Сохранилось поверье, что медведь снимает порчу с дома и со скота. Поэтому в некоторых русских деревнях существовал «обряд вождения медведя вокруг деревни, направленный на очищение полей и, соответственно, на обеспечение хорошего урожая».
Медведя воспринимали как символ здоровья и силы, и наделяли его продуцирующей силой. Поэтому медведь был важным образом на свадьбах. Жениха и невесту нередко в песнях звали «медведь» и «медведица». Молодых часто сажали на шкуры медведей, а также они могли провести первую брачную ночь на шкурах этого животного.

Свекор батька говорит;

«К нам медведицу ведут»

свекровь матка говорит

«людоедицу ведут»
Также, по приметам, девушке медведь снился к жениху, свадьбе или прелюбодеянию, «Видеть во сне медведя — ожидать сватов».
О хозяине тайги продолжали говорить иносказательно. Само слово «медведь» произошло вследствие замены табуированного неизвестного названия этого животного и создания эвфемизма от словосочетания «мёд ведать». Изображали его редко: пчелиные ульи в форме медведя и деревянные скульптуры охотничьих идолов, корни которых уходят во времена тотемизма.

## Вождение медведя и ряжение
«Коза» и «медведь» — непременные участники святочного, рождественского обряда обхода дворов, ряжения. Ряженые колядовщики, которые ходили по дворам, исполняя специальные песни, колядки, перевоплощались в свои маски. Поэтому и угощения их хозяевами, по мнению М. Б. и З. Б. Лановиков, это скорее задабривание масок-образов, чтобы они покровительствовали их семье, скоту и будущему урожаю.
К концу XVIII века фигуры, наряженные вожаком и медведем, традиционно входили в состав процессии ряженых. В свою очередь, реальный вожак с живым медведем органично вливается в шествие ряженых, хотя само по себе участие живого медведя в процессии ряженых — явление довольно редкое. Сохранились сведения о том, что в Новгородской губернии вожак с медведем вместе с «окрутниками» ходили по «поседухам», где разыгрывали в целом типичную медвежью комедию, завершавшую собой все представления ряженых.
Сходство медвежьей потехи с ряжением вызывает вопрос об их исторической взаимосвязи: возникали ли эти явления народной культуры одновременно, или одно предшествовало другому? В XIX веке налицо мирное сосуществование этих явлений. По мнению А. Ф. Некрыловой, такое состояние — результат  переосмысления, которое претерпел образ медведя в практике и сознании человека. Исторически ряжение предшествует игре с живым зверем. У народов, где зафиксирован развитый культ медведя, живой зверь не мог принимать участие в шаманских праздниках или в охотничьих играх. Действия с медведем, да ещё окрашенные комизмом, становятся возможными лишь тогда, когда происходит переакцентировка внутри обряда — игровое, зрелищное начало выходит на первый план, заслонив частично или полностью магическую функцию. Точно так же ряжение, превратившись из обрядового действия в одну из форм традиционного развлечения, включило в себя и сценку вожака с медведем, «подарив» представлению с живым зверем персонаж из своего богатого арсенала образов — ряженую козу.

## Обряды
Традиционным и одним из самых любимых и распространённых как в России, так и в Литве были выступления вожаков с учёными медведями, всегда собиравшие массу зрителей. В XVII веке представления учёных медведей входили в состав скоморошеских потех; под игру скоморохов на дудах, бубнах медведи исполняли свои пляски. Приход медведчиков в село всегда становился праздником. Народ забрасывал все дела и собирался поглазеть на медвежью потеху. Образное описание этого дал в книге «Русские народные картинки» Д. А. Ровинский: «Приход вожака с медведем составлял эпоху в деревенской заглушной жизни, всё бежало к нему навстречу — и старый, и малый».
Выступления обычно не отличались особым разнообразием, но сопровождались образными и едкими прибаутками медведчика, веселившими народ не менее, чем сам медведь. Чаще всего в выступлении участвовал ещё и музыкант, в определённые моменты наряжавшийся козой, которая постоянно задирала медведя и даже пыталась с ним танцевать или бороться. Медведи могли выполнять отдельные не сложные действия, напоминавших то, как поступают в различных ситуациях люди: маршировали с палкой, ползли на брюхе воровать горох или репу, изображали пьяного парня и девку с коромыслом, показывали, как мужик портки надевает, а баба платок повязывает, как тёща зятя потчует, а жена мужа голубит и т. п. Это были примитивные пародии на поступки людей, но как раз это и вызывало больше всего веселья. В конце выступления медведь обходил со шляпой зрителей. Деньги перепадали за выступление не часто, а вот на продукты народ обычно не скупился: варёные яйца, хлеб, пироги, различные выпечки. Любопытно, что коза была практически обязательным участником медвежьего выступления, но только ряженая. С живой козой медведь не выступал. Бывали случаи, когда во время святочных обходов дворов (колядований) водили и медведя, и живую козу, но выступали они всегда раздельно.
Зимние обходы с «медведем» (см. Степанов день) инсценировали вождение животного: ряженого вели на поводке, сопровождавшего называли «вожатый», «поводырь», «водок». Даже если среди сопровождающих были и другие ряженые («чёрт», «дед», «цыганка» и т. п.), в обряде подчёркивалась особая роль водимого животного: в каждом доме его предъявляли хозяевам как главную фигуру, с которой пришли и в пользу которой собирали продукты. Сам ряженый имитировал поведение медведя: ходил раскачиваясь, делал неуклюжие движения, ревел. Под звуки гармошки забавно переваливался «медведь» на цепи — парень в маске и вывороченной шубе, вожатый сыпал прибаутками, а «коза» хлопала ртом-деревяшкой, прискакивая около медведя. В Карачаевском уезде Орловской губернии медведя водил цыган или солдат.
В Белоруссии в XIX веке в некоторых местностях во время Масленицы водили живых обученных медведей.
В деревнях Нахлестове, Змиёвке, Братском и селе Троицком Яковлевской волости Орловского уезда, в завершении Русальной недели — в Петровское заговенье после обеда, сходились парни нескольких деревень и высокого крепкого парня наряжали «видмедем». Другого, что «поречистее и находчивее», избирался на роль «вожака». Медведя водили под звуки ударов печной заслонки о ведро по дворам соседних деревень, разыгрывая перед окнами сценки с участием «медведя» и «вожака», которые «в былое время нижегородские вожаки проделывали с настоящими медведями». Медвежатника сопровождала толпа народа, каждая шутка исполнителей вызывала дружный хохот. За выступление хозяин или хозяйка выносили пару яиц или 1—2 копейки. В Калужском крае ещё в первые десятилетия XX века существовал обычай «вождения медведя», «медвежьей комедии».

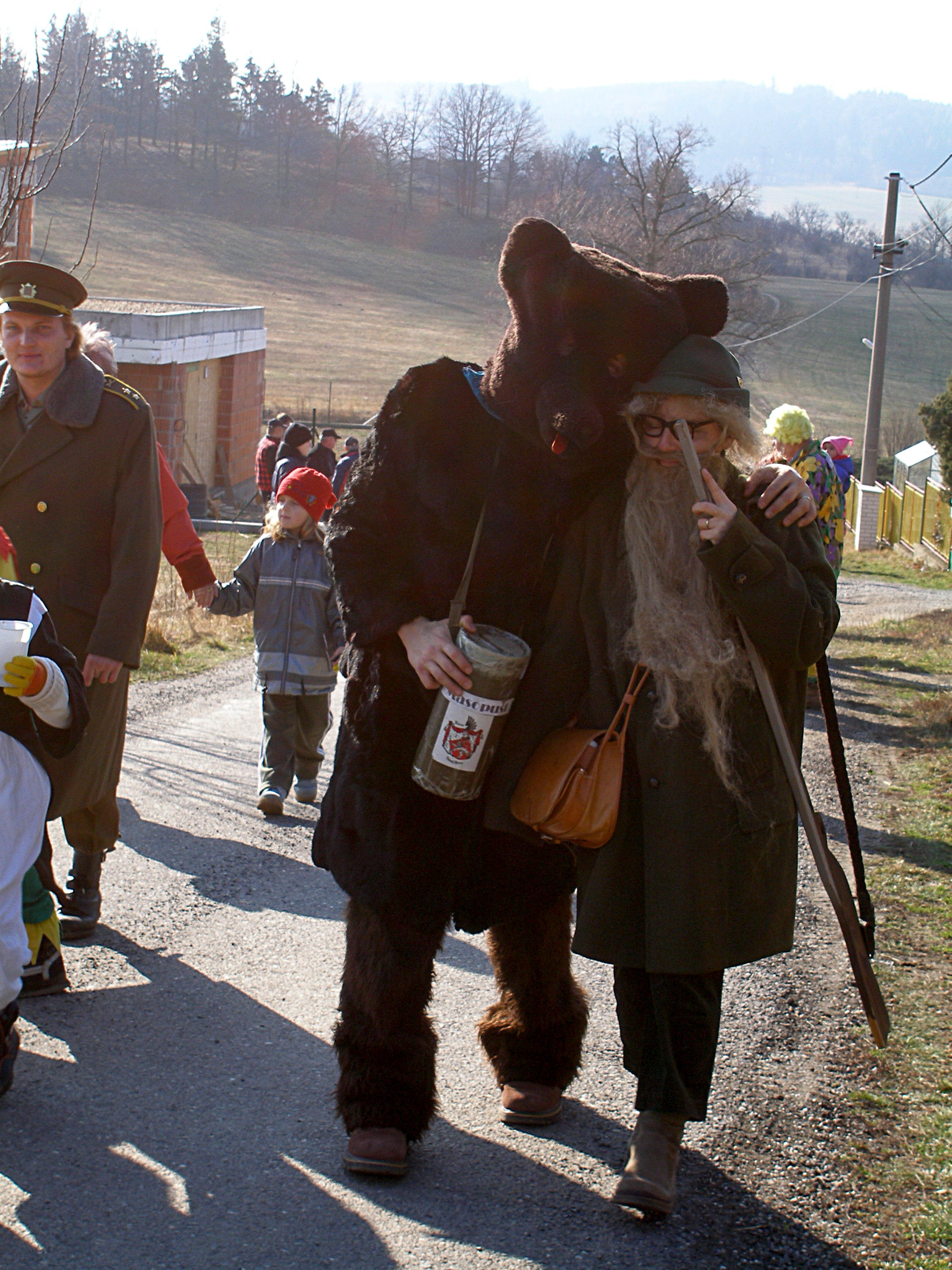
Ряженье медведем в Чехии во время Мясопуста

В чешских масленичных обходах с «медведем» приведшие в дом ряженого делали вид, что убивают его из лука. В Моравии символическое убийство медведя происходило после того, как колядники уже обошли все дома, собирая продукты; после этого они собирались в центре села и инсценировали убийство, а затем "медведя " уносили на носилках. Этот заключительный акт вождения назывался «похороны медведя» (чеш. pochovávarú medvěda). В Вологодской области во время святочного «вождения медведя» исполнялись сценки убийства: ряженого толкали, чтобы он упал, разбивали надетый ему на голову горшок, стреляли в воздух. Эти игровые действия назывались «медвидя́ колоть».
У русских также известен обряд вождения медведя вокруг деревни, направленный на очищение полей и обеспечения хорошего урожая.
Болонев и Фурсова отмечают, что в конце XIX века пережитки, связанные с культом медведя, среди русских старожилов более всего фиксируются в святочных и масленичных ряжениях, а среди сибирских белорусов — в масленичной обрядности.
Русская традиция «вождения медведей» была хорошо известна в Европе ещё в XVI веке, а понятие «Muscovy Bear» существовало и в XVIII веке, когда Московии уже не существовало. Muscovy Bear — это своеобразный бренд в Англии конца XVII — начала XVIII веков. По утверждению Д. Хрусталёва:

Демонстрируя на ярмарке кровожадное лохматое чудище, зрителю твердили, что это настоящий — «московитский» — медведь. В Англии это превратилось в устойчивую традицию, которая в XVIII в. фиксируется в прессе как рекламный слоган.
Из Московии в Европу шли, большей частью, поставки дрессированных медведей, отчего хищник стал прочно с ней ассоциироваться уже в XVI—XVII веках.
В XVI веке в Европе было множество дрессированных медведей. В Европе ходили представления, что скоморохи с медведями, наводнившие Европу, — это шпионы московского великого князя. Олаус Магнус в трактате «История северных народов» (лат. «Historia de Gentibus Septentrionalibus») вставляет сюжет о медвежьих поводырях, связанных с русскими и литвинами: 

русские и литовцы, храбрые и воинственные народы, самые близкие соседи шведов и готов на Востоке, находят особое удовольствие, имея диких зверей, которых приручают так, что они слепо повинуются их малейшему знаку

## Комедии
Комедии устраивали поводчики — разновидность профессии медведчика. Самыми первыми медвежьими поводырями были, скорее всего, бродячие скоморохи. Комедия устраивалась с ряженной козой. Поводчики сопровождали представления присказками и поговорками, объясняя происходящее.
Медвежьи комедии, как народный промысел, были запрещены Высочайшим повелением 30 декабря 1866 года, окончательный срок прекращения промысла был указан в 5 лет.
В Европе были хорошо известны венгерские медведи, центральные и северные губернии России обслуживались медведями, дрессированными на Верхней Волге. Сергачевский уезд Нижегородской губернии был широко известен своими учёными медведями. В местечке Сморгони (Ошмянский уезд Виленской губернии) был организован специальный зверинец, который назывался «Сморгонская академия».
О медвежьей комедии можно получить представление из объявления, опубликованного 8 июля 1771 года газетой «Санкт-Петербургские ведомости», о проведении медвежьей потехи крестьянами города Курмыша Нижегородской губернии. В объявлении перечислялись номера, которые исполняли медведи:
1) вставши на дыбы, присутствующим в землю кланяются и до тех пор не встают, пока им приказано не будет; 

2) показывают, как хмель вьется; 

3) на задних ногах танцуют, 

4) подражают судьям, как они сидят за судейским столом; 

5) натягивают и стреляют, уподобляя палку, будто бы из лука; 

6) борются; 

7) вставши на задние ноги и воткнувши между оных палку, ездят так, как малые робята; 

8) берут палку на плечо и с оною маршируют, подражая учащимся ружьем солдатам; 

9) задними ногами перебрасываются через цепь; 

10) ходят, как карлы и престарелые, и, как хромые, ногу таскают; 

11) как лежанка без рук и без ног лежит и одну голову показывает; 

12) как сельские девки смотрятся в зеркало и прикрываются от своих женихов;

13) как малые ребята горох крадут и ползают, где сухо — на брюхе, а где мокро — на коленях, выкравши же, валяются; 

14) показывают, как мать детей родных холит и как мачеха пасынков убирает; 

15) как жена милого мужа приголубливает; 

16) порох из глазу вычищают с удивительною бережливостью; 

17) с не меньшею осторожностию и табак у хозяина из-за губы вынимают; 

18) как теща зятя потчевала, блины пекла и угоревши повалилась; 

19) допускают каждого на себя садиться и ездить без малейшего супротивления; 

20) кто похочет, подают тотчас лапу; 

21) подают хозяину шляпу и барабан, когда козой играет; 

22) кто же поднесет пиво или вино, с учтивостью принимают и, выпивши, посуду назад отдавая, кланяются. 

Хозяин при каждом из выше помянутых действий сказывает замысловатые и смешные приговорки

## Крылатые выражения
- «Отставной козы барабанщик» — никому не нужный, никем не уважаемый человек. В старину на ярмарках водили дрессированных медведей. Их сопровождали мальчик-плясун, наряженный козой, и барабанщик, аккомпанирующий его пляске — «козы барабанщик». Его порой воспринимали как несерьёзного, никчемного человека. Ну а если ещё и коза «отставная»?
- «Водить за нос» — обманывать, обещая и не выполняя обещанного. Дрессированные медведи были очень популярны на Руси и это выражение было связано с ярмарочным развлечением. Поводыри-дрессировщики (в XIX веке часто цыгане) водили медведей за продетое в нос кольцо и заставляли их делать разные фокусы, обманывая обещанием подачки[34].
- Медведь пляшет, а поводырь деньги берёт (поговорка).